# Brasão do Piauí

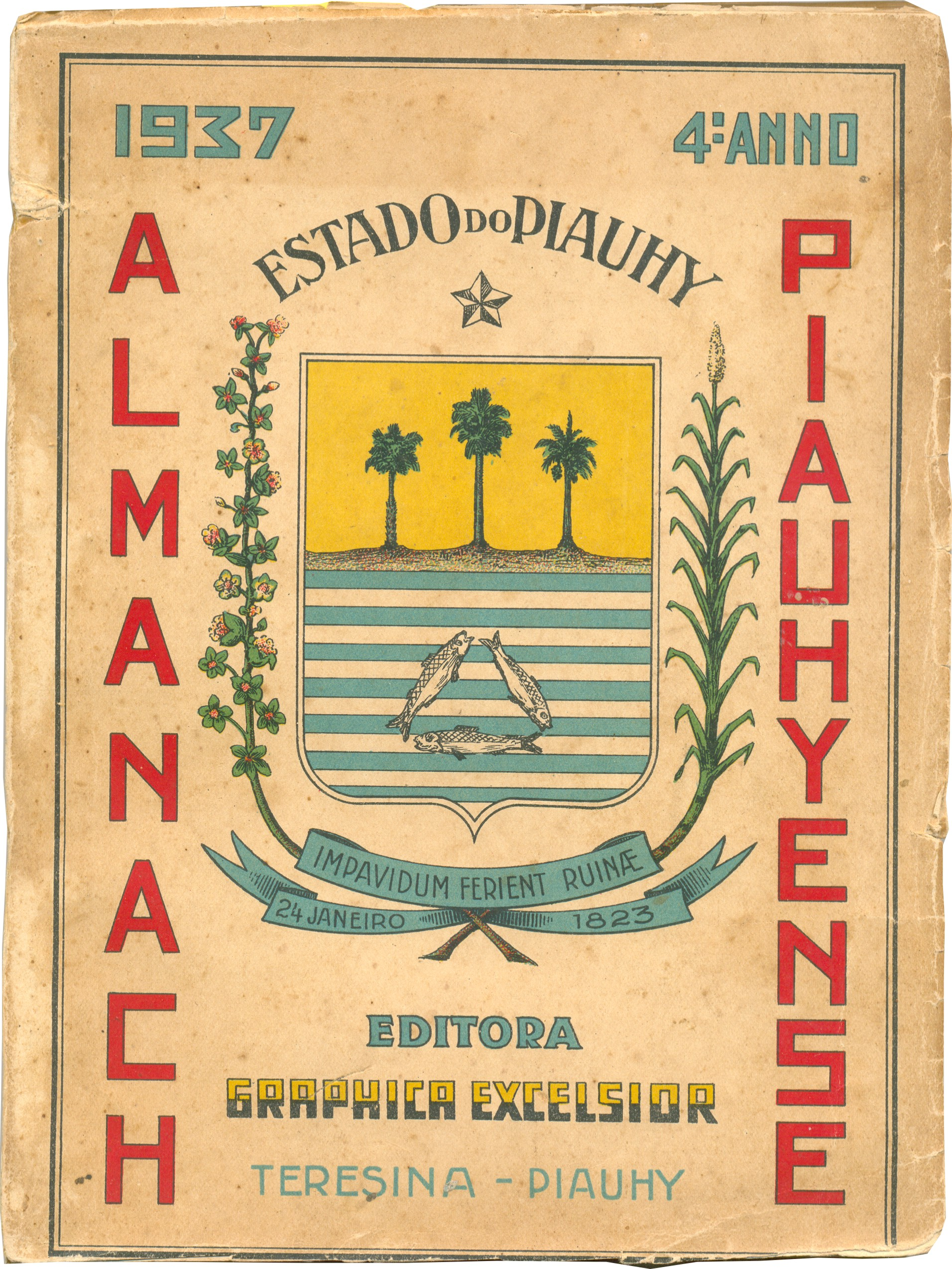
O Brasão do Piauí compondo a capa da edição Almanach Piauhyense de 1937.

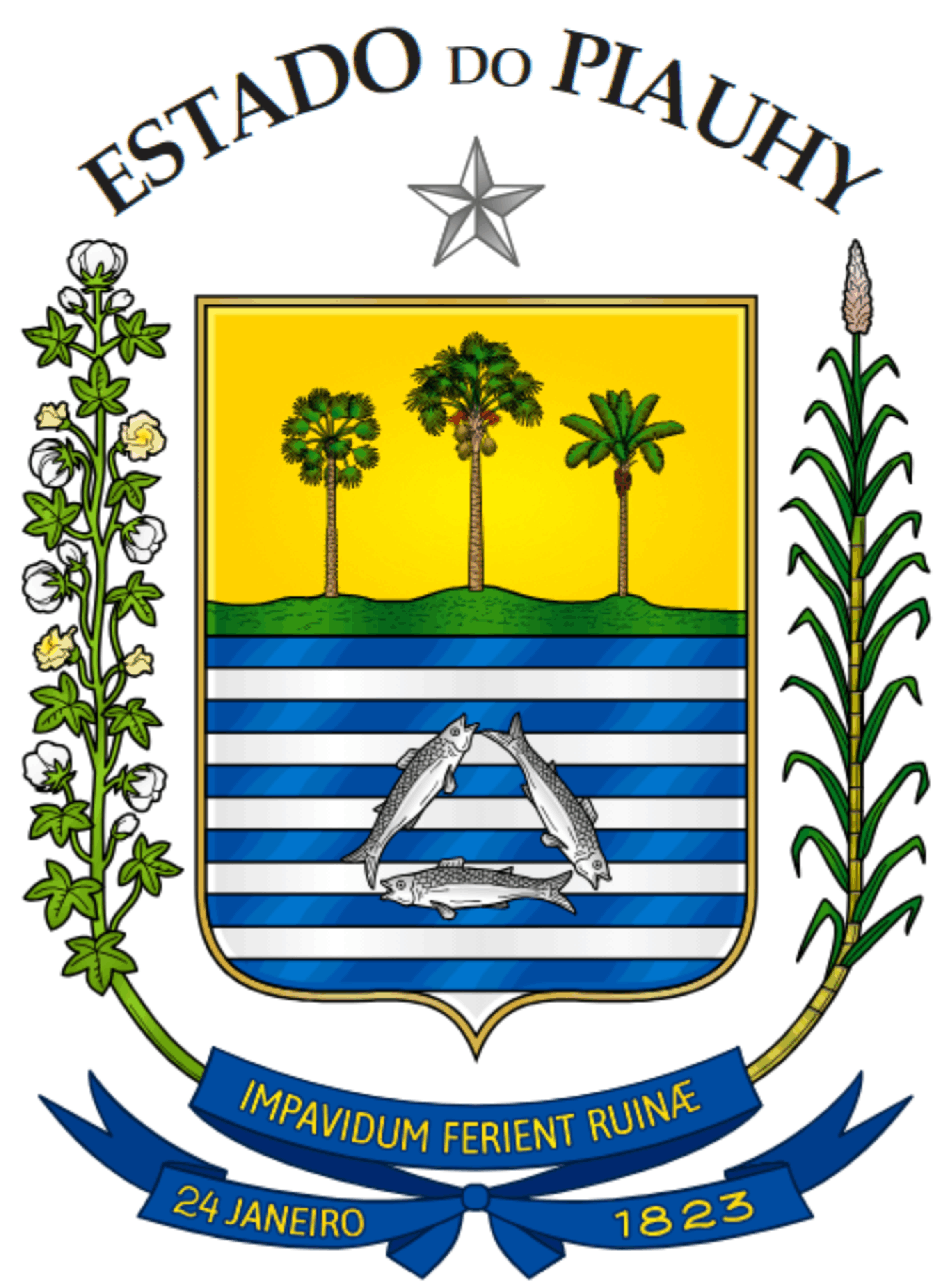
Versão com a grafia original que vigorou de 1922 a té o Formulário Ortográfico de 1943.

O Brasão do Estado do Piauí é o emblema heráldico e um dos símbolos oficias do estado brasileiro do Piauí.

## História
O Anuário do Piauí, de 1935, relata que o estado já possuía um brasão anterior e que em 1922 foi substituído pelo atual que foi oficializado pela lei nº 1.050, promulgada em 24 de julho de 1922.
O desenho heráldico é do escritor e intelectual Luís Mendes Ribeiro Gonçalves. O Governo do Piauí desde 2023 usa uma nova versão em que os ramos estão arredondados.

## Descrição heráldica
Em ortografia original de 1922:
 Art. 1 
É adoptado como emblema do Estado do Piauhy o brasão composto das peças heraldicas abaixo descriptas, segundo o modêlo debuxado no annexo nº 1.
a) um escudo néo-classico cortado, contendo, sobre o campo superior de oiro velho, esmaltados em sinopla, uma lado da outra e equidistantes, as tres palmeiras nativas do Piauhy - carnnahuba (Arrudaria cerifera), à dextra lembrando a phase nomade e pastoril de penetração pelos Bandeirantes do território virgem; Burity (Mauricia vinifera), ao centro marcando a epoca subsequente de fixação e estabelecimento dos núcleos de população e do amanho das tarras, e Babassú ( ), à sinistra, assignalando a evolução da economia; ao campo inferior do escudo, de fundo branco estriado de coticas em faixa de cor azul cobalto, sobre poem-se, dispostos em roquete, três piáus de pratas representando os maiores rios do Piauhy - Parnahyba, Canindé e Poty. As coticas azues, em número de sete, correspondem aos principais affluentes à margem direita do rio Parnahyba. Separando os campos e delimitando o escudo ha ainda um filete e uma bordadura de esmalte goles, ambos estreitos.
b) uma estrella de prata com cinco pontas, ao alto do chefe do escudo, symbolisando aspiração de progresso.
c) um par de ramos, em sinopla, oiro e prata, respectivamente de algodoeiro, à direita e canna de assucar à esquerda do escudo, figurando as duas principais producções agricolas do Estado, atados em cruz de Santo André por uma flammula azul cobalto farpada em ambas as pontas e tendo inscriptas em letras de oiro a legenda que se adopta para o Estado - Impavidum ferient ruinae - e a data de 24 de Janeiro de 1823, da proclamação de sua Independencia.

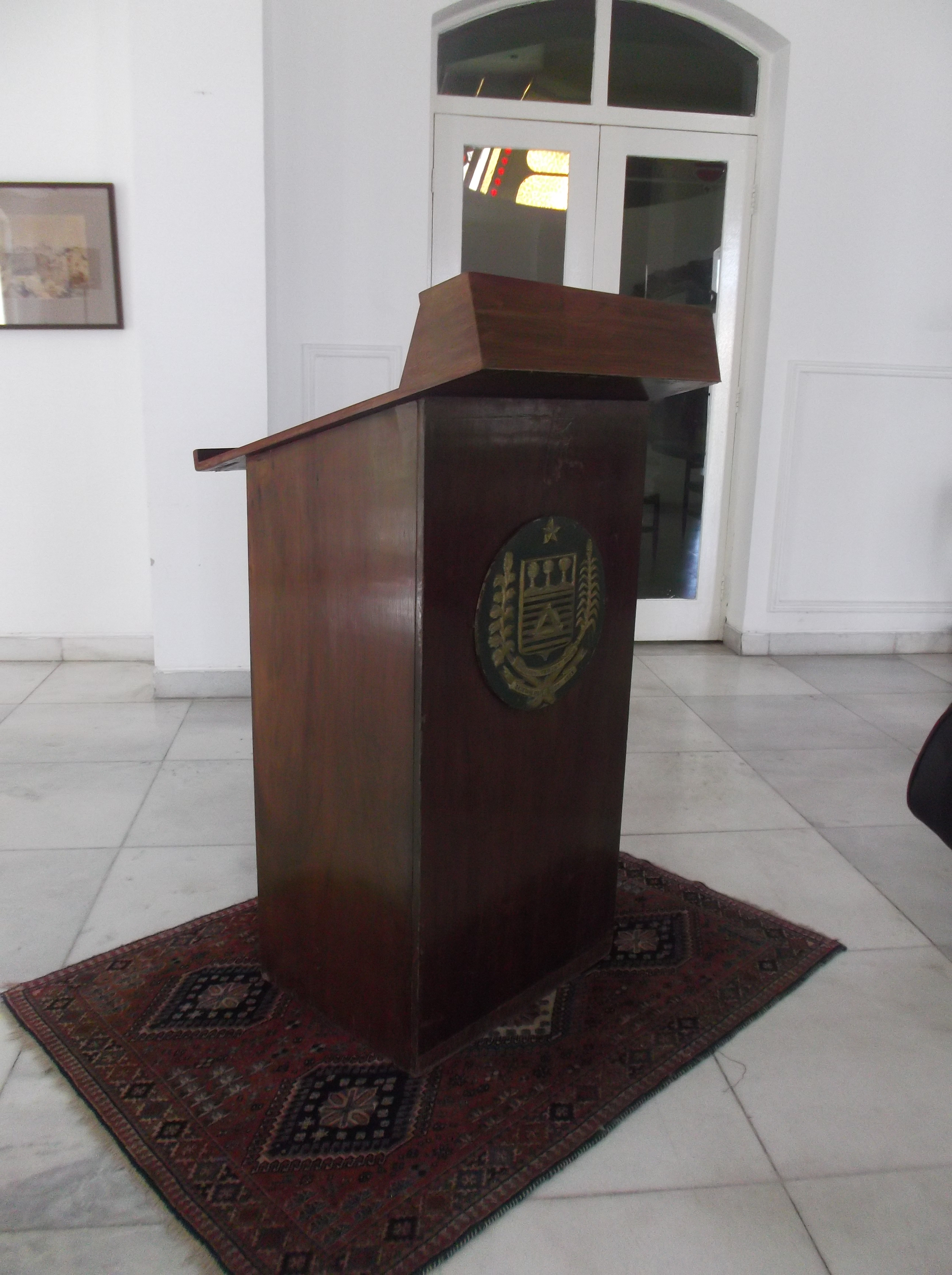
O brasão do Piauí na tribuna do governador do Piauí, no  Palácio Karnak.
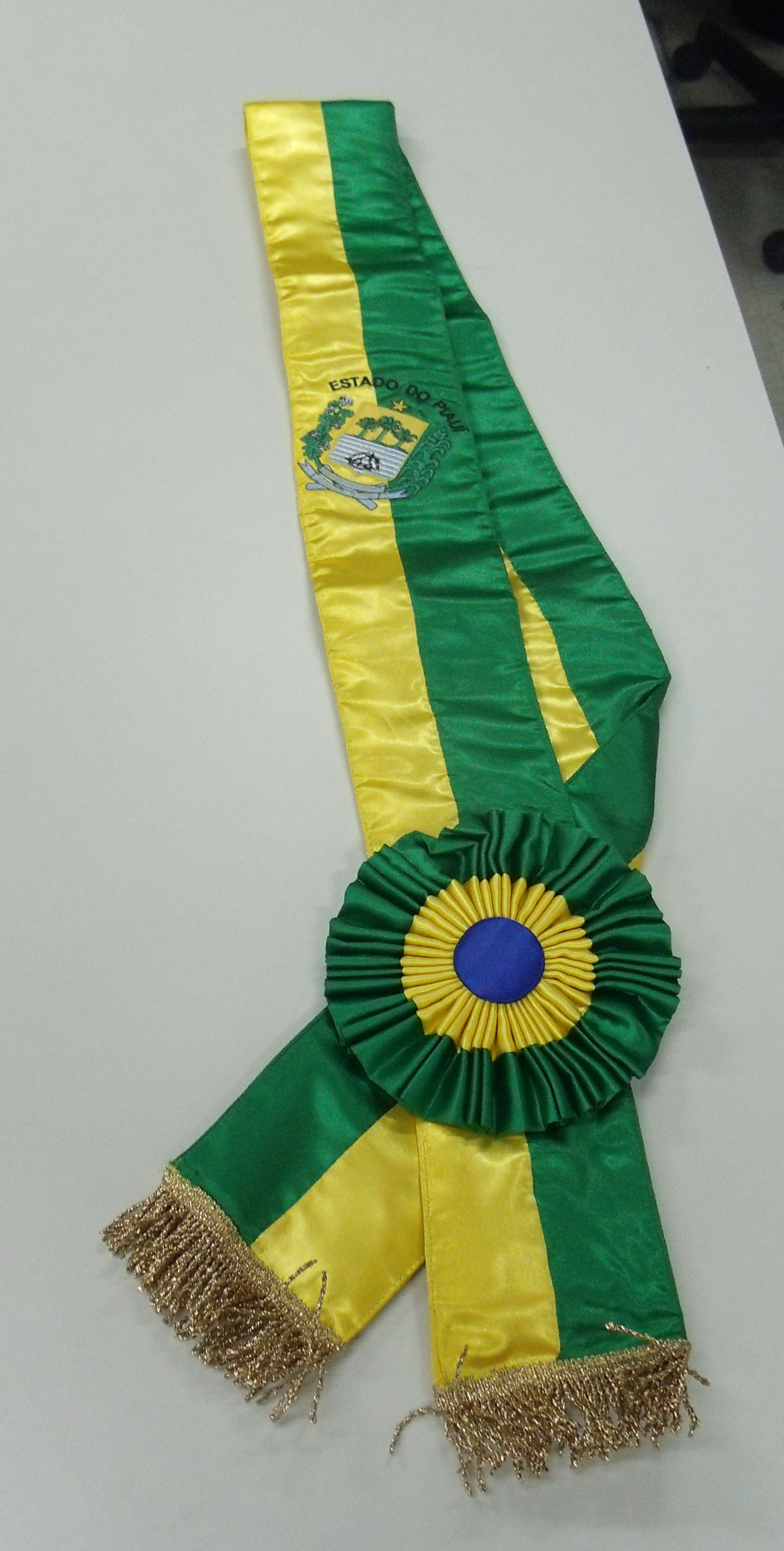
O brasão no fronte da Faixa governamental do Piauí.
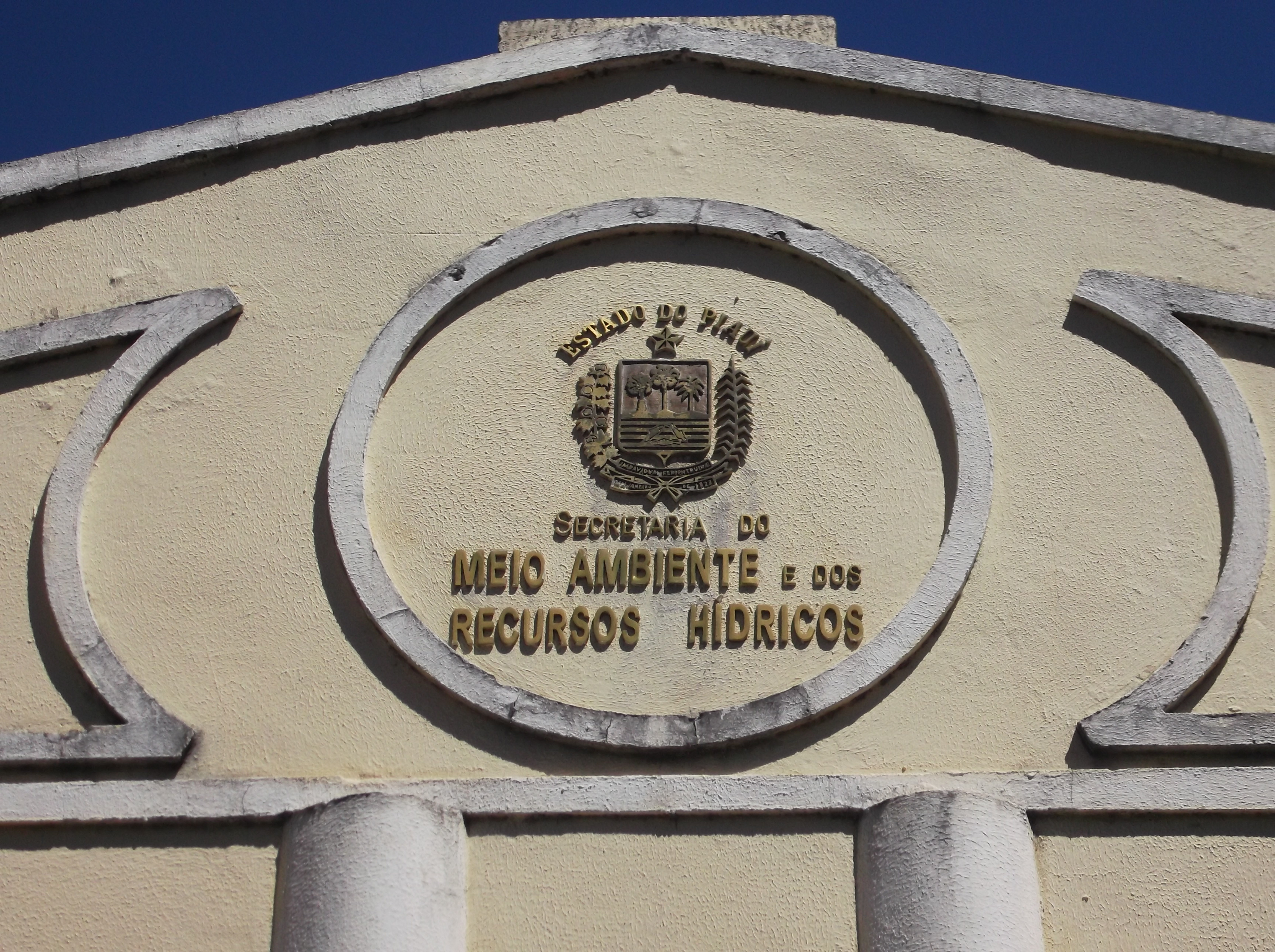
Em metal postado na frontaria do pórtico do Parque Zoobotânico de Teresina
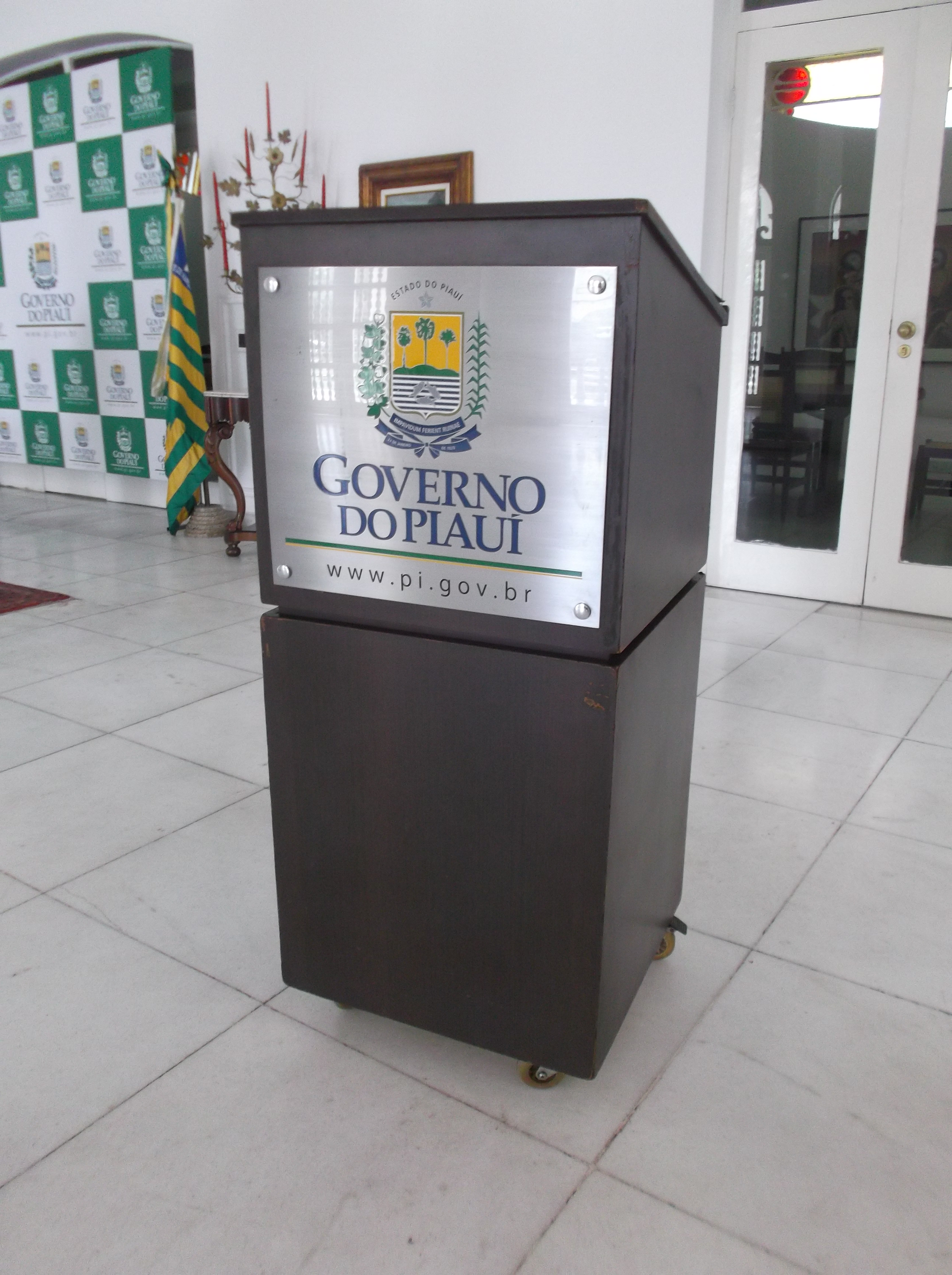
Em uma tribuna do governo do Piauí
O Piau do brasão compondo heráldica naval em belonave que homenageia o estado.
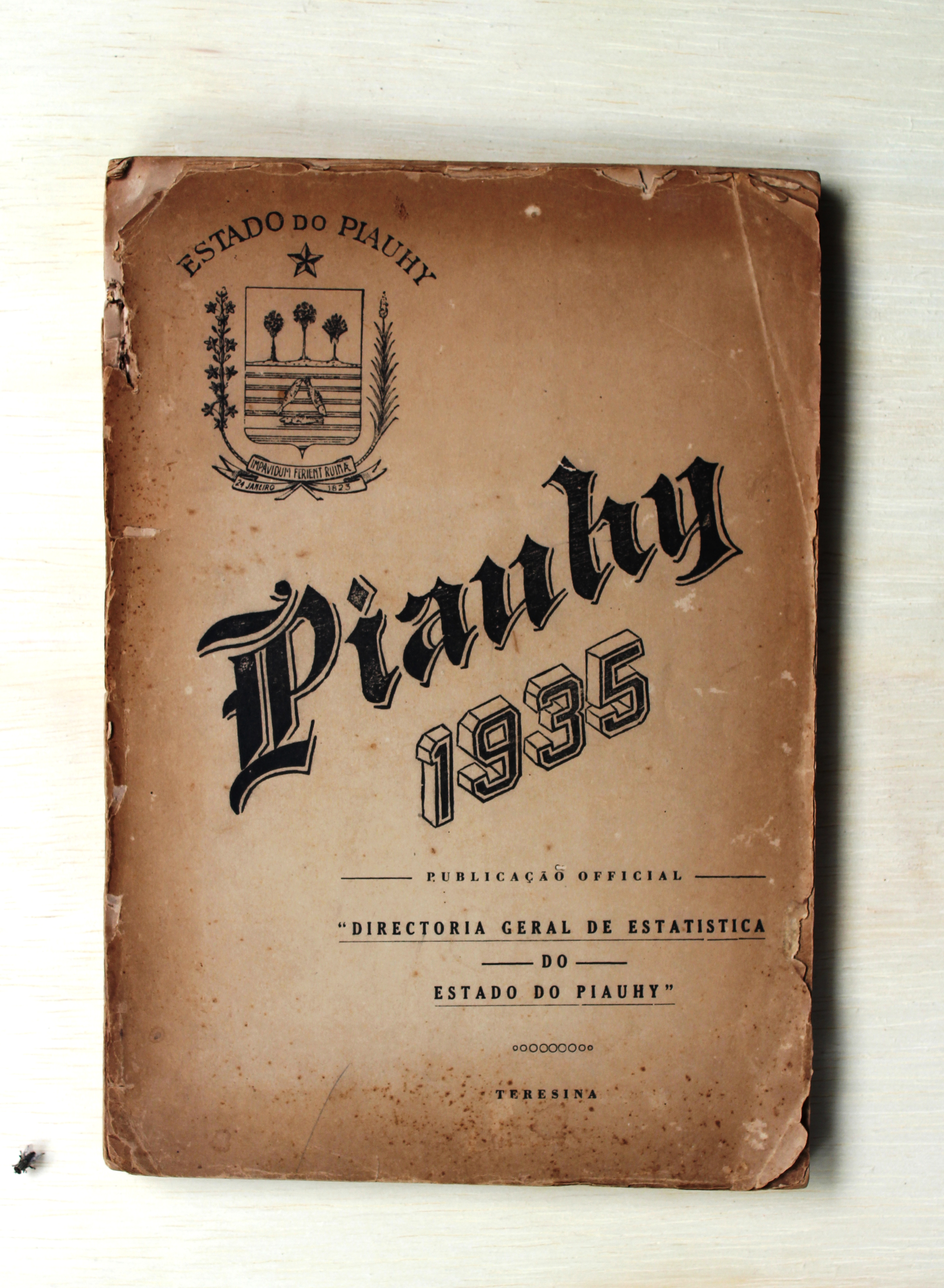
O brasão no Anuário Piauí de 1935.
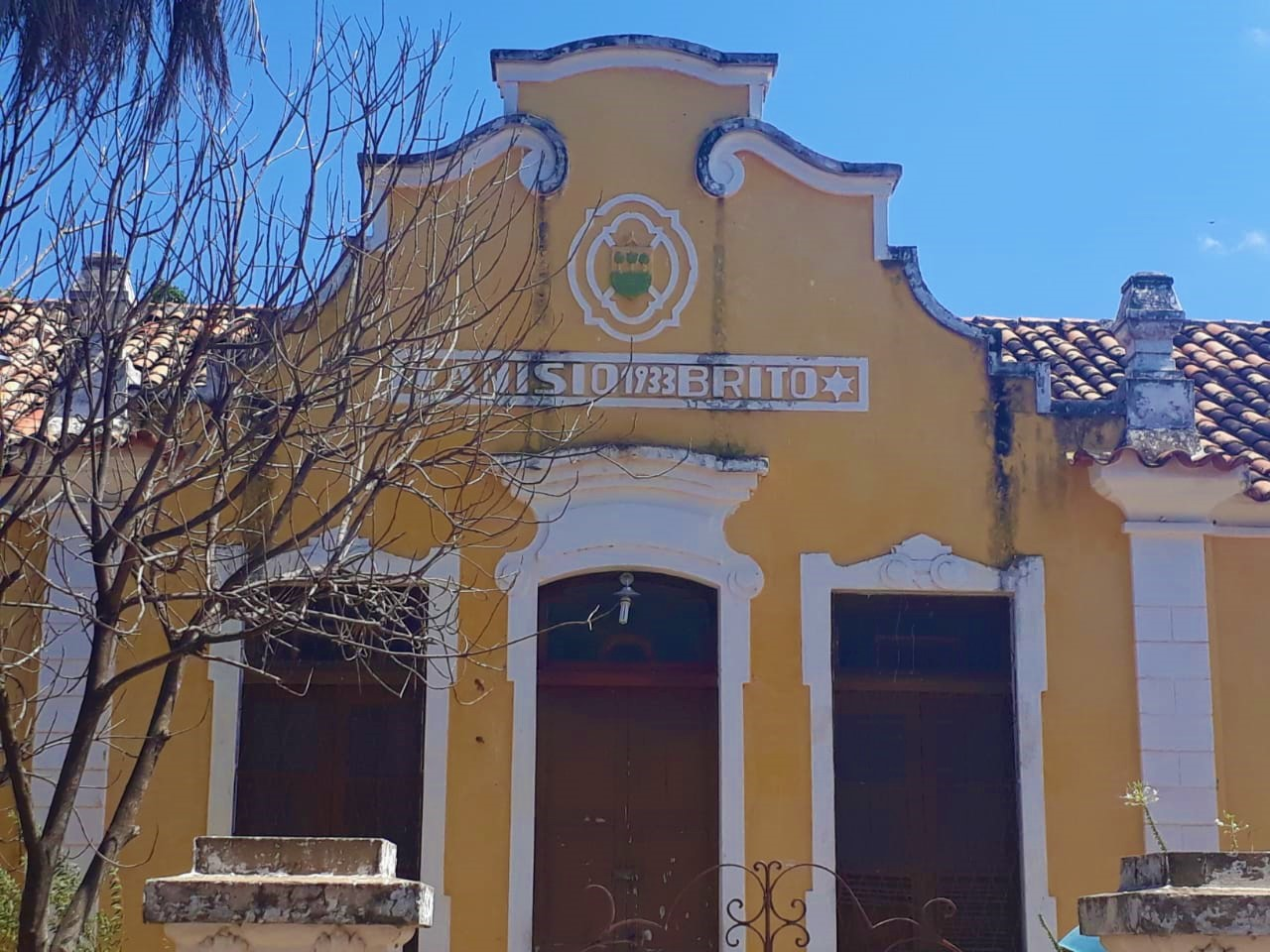
O Brasão anterior no frontão da escola Anísio Brito, em Piracuruca.